# Breloque pour téléphone mobile
 (janvier 2022).
Si vous disposez d'ouvrages ou d'articles de référence ou si vous connaissez des sites web de qualité traitant du thème abordé ici, merci de compléter l'article en donnant les références utiles à sa vérifiabilité et en les liant à la section « Notes et références ».

Breloque pour téléphone

Les breloques pour téléphone (également appelées pendentifs pour téléphone, lanières pour téléphone, chaînes pour téléphone et sangles pour téléphone) sont des breloques qui sont reliées à un appareil mobile soit par un connecteur pour téléphone ou une fiche en silicone qui s'insère dans le port jack parfois muni de crémaillères et d'un fermoir en forme de homard, soit par une petite sangle nouée par un nœud en tête d'alouette, soit par une lanière. Certains téléphones peuvent avoir un trou de boucle à travers lequel une sangle peut être attachée ou un étui de téléphone peut être nécessaire pour la sangle dans les téléphones qui n'ont pas de trou de boucle. Au Japon, elles sont connues sous le nom de « sangles keitai » (携帯ストラップ). Les lanières de téléphone sont maintenant devenues un phénomène culturel au-delà de leurs utilités de base, et elles peuvent être thématisées avec des personnages célèbres tels que Hello Kitty. Les sangles de téléphone peuvent également servir à des fonctions supplémentaires, comme le nettoyage de l'écran.

## Histoire
Les breloques téléphoniques sont d'abord apparues au Japon, puis aux États-Unis. Ils deviennent progressivement populaires au Royaume-Uni et en Irlande. Ces dernières années, il est devenu populaire d'accessoiriser un téléphone de cette manière. Les autocollants Maki-e deviennent également plus courants, surtout au Japon et, dans une moindre mesure, en Asie[réf. nécessaire].

## Types de breloques
Il existe une grande diversité de breloques, comme les petites figurines, les breloques en cristal et les petits ours en peluche. Certaines breloques clignotent ou s'allument lorsque le téléphone sonne. Plusieurs breloques sont également munies d'une petite cloche. Il existe des breloques disponibles dans les machines Gashapon, dont beaucoup sont basées sur des personnages de diverses franchises populaires, comme les jeux vidéo. Il existe également des breloques où il est possible de mettre au doigt pour nettoyer l'écran de l'appareil.